# 中間処理施設
中間処理（ちゅうかんしょり）とは、産業廃棄物を埋め立て処分をする前に、分別・減量・無害化・安定化などの処理をすることをいい、中間処理施設（ちゅうかんしょりしせつ）とはそのような産業廃棄物の処理をする設備を備えた施設をいう。
日本全国の中間処理施設では、一部の大型ゴミを受け入れ、再利用可能な新しい資源に再生させる運動を行っている。

## 都道府県別の中間処理施設数
- 北海道　272
- 青森県　87
- 岩手県　75
- 宮城県　113
- 秋田県　80
- 山形県　111
- 福島県　152
- 茨城県　202
- 栃木県　112
- 群馬県　87
- 埼玉県　214
- 千葉県　194
- 東京都　62
- 神奈川県　243
- 新潟県　178
- 富山県　45